# Вікторія Гонсалес Аріса
Пані Вікторія Гонсалес Аріса (ісп. Victoria González Ariza) — колумбійська дипломатка, Надзвичайний і Повноважний Посол Колумбії в Україні (від 26.05.2015).

## Життєпис
Юрист за освітою з дослідженнями в галузі міжнародних відносин.
У 1984—1989 рр. — радник з правових питань Міністерства закордонних справ.
У 1990—1991 рр. — начальник паспортного відділу Міністерства закордонних справ.
У 1992—1993 рр. — генеральний секретар Міністерства закордонних справ.
У 1993—1996 рр. — тимчасовий повірений у справах Колумбії в Данії.
З 1997 року — радник заступника міністра по Європі, Азії, Африки та Океанії Міністерства закордонних справ.
З 1998 року — генеральний секретар Інституту досліджень в області розвитку Дипломатичної академії Міністерства закордонних справ.
У 1999—2002 рр. — начальник Управління віз і імміграції Міністерства закордонних справ.
У 2002—2007 рр. — повноважний міністр представництва Колумбії при Організації Об'єднаних Націй в Женеві, Швейцарія.
З 2007 року — директор з консульських питань Міністерства закордонних справ.
З 2008 року — тимчасовий повірений у справах Колумбії в Уругваї.
У 2008—2009 рр. — виконавчий секретар Національної комісії зі співробітництва з ЮНЕСКО.
У 2010—2011 рр. — директор з багатосторонніх політичних питань Міністерства закордонних справ Колумбії.
З 15 вересня 2011 рр. — Надзвичайний і Повноважний Посол Республіки Колумбія в Польщі і за сумісництвом в Україні.